# Frank Wisner

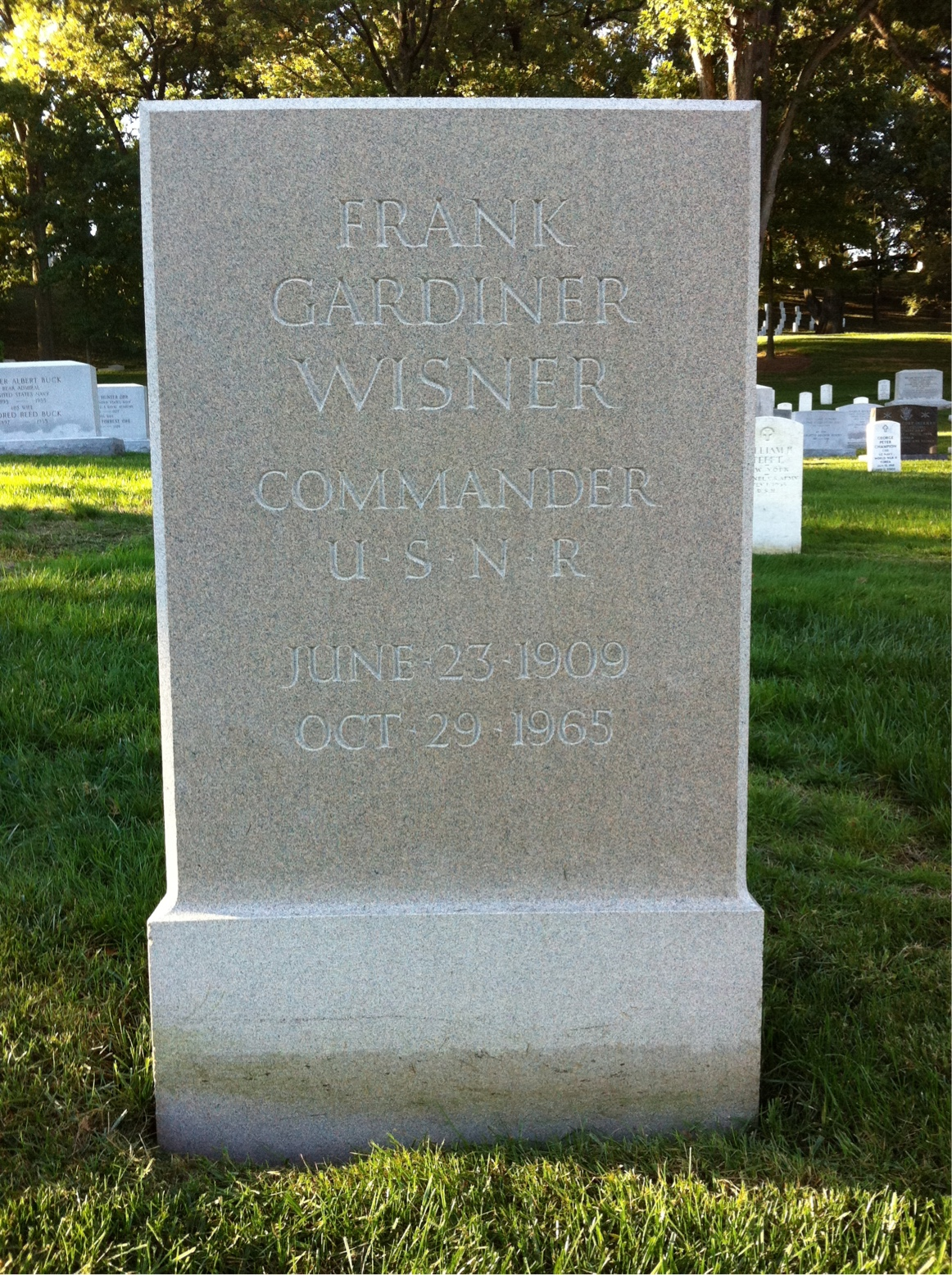
Nagrobek Wisnera na cmentarzu w Arlington

Frank Gardiner Wisner (ur. 23 czerwca 1909, zm. 29 października 1965) – jeden z założycieli Centralnej Agencji Wywiadowczej (CIA), odegrał też ważną rolę w operacjach przeciw Związkowi Radzieckiemu i państwom satelickim.

## Życiorys
Pochodził z rodziny ziemiańskiej mieszkającej w Missisipi. Po zawarciu małżeństwa zamieszkał wraz z żoną Polly w Georgetown. Na utrzymanie zarabiał pracując w kancelarii prawnej w Nowym Jorku. Podczas II wojny światowej pełnił służbę w armii USA jako oficer wywiadu.
W czasie zimnej wojny będąc szefem tajnych operacji CIA brał udział w wojnach politycznych organizowanych przez agencję w celu wyrwania Ukrainy, Polski, Węgier i NRD z bloku państw demokracji ludowej. Brał też udział w operacji Ajax będącej zamachem stanu na premiera Iranu Mohammada Mosaddegha.
Uczestniczył również w przygotowanym przez CIA zamachu stanu na Sukarno, prezydenta Indonezji nieprzychylnego interesom Stanom Zjednoczonym. Była to jego ostatnia wojna polityczna bowiem po powrocie z Dalekiego Wschodu zwariował. W wyniku przeprowadzonych badań zdiagnozowano u niego manię psychotyczną, którą przez około pół roku leczono elektrowstrząsami.
Po zakończeniu leczenia Wisner nadal był przygnębiony i załamany, i nie zmieniła tego nawet synekura w postaci szefa placówki w Londynie, które to stanowisko otrzymał od przełożonego Allena Dullesa. Zmarł 29 października 1965 w wyniku śmierci samobójczej i pochowany został na cmentarzu w Arlington.